# Karlos Nassar
Karlos Mei Nassar (em búlgaro:  Карлос Мeй Насар; Paris, 12 de maio de 2004) é um halterofilista búlgaro, campeão olímpico.

## Carreira
Nassar nasceu em Paris, filho de mãe búlgara e pai libanês. Ele tem dois irmãos, Lázaro e Ivan.
Aos 17 anos, Nassar quebrou o recorde mundial no arremesso na categoria até 81 kg ao levantar 208 kg, conquistando o Campeonato Mundial de Halterofilismo de 2021. Na mesma competição, ele estabeleceu os recordes mundiais júnior e juvenil, alcançando um total combinado de 374 kg. Ele se tornou o terceiro campeão mundial mais jovem na história do levantamento de peso aos 17 anos e 214 dias, superado apenas por outro búlgaro Sevdalin Marinov, que se tornou campeão mundial na categoria até 52 kg em 1985, quando tinha 17 anos e 47 dias, e Ilia Iliin, que se tornou campeão mundial em 2005, na categoria até 85 kg, aos 17 anos e 183 dias.
Aos 18 anos, Nassar quebrou outro recorde mundial, desta vez na categoria até 89 kg, levantando 220 kg no arremesso no Campeonato Mundial de 2022, realizado em Bogotá, Colômbia. Ele se tornou o único levantador de peso masculino a deter recordes mundiais em duas categorias diferentes.
Em agosto de 2024, em sua estreia nos Jogos Olímpicos, Nassar venceu a competição masculina até 89 kg, quebrando oito recordes mundiais e olímpicos no processo. Na competição, ele primeiro levantou 213 kg no arremesso, estabelecendo um novo recorde olímpico, e, em seguida, superou essa marca com um levantamento de 224 kg, que também foi reconhecido como recorde mundial, olímpico e júnior. Somando esses resultados à tentativa bem-sucedida de 180 kg no arranque, ele estabeleceu um recorde olímpico no total (393 kg) e, posteriormente, um recorde mundial, olímpico e júnior de 404 kg. Dos 13 recordes estabelecidos na competição em Paris, o atleta búlgaro foi responsável por oito deles.
Em dezembro de 2024, Karlos Nassar conquistou o título de campeão mundial de halterofilismo na categoria até 89 kg, no Campeonato Mundial realizado em Manama, Bahrein, estabelecendo dois recordes mundiais. Ele levantou 183 kg no arranque e, com 222 kg no arremesso, atingiu um total combinado de 405 kg, quebrando recordes em ambas as provas. Apesar de uma tentativa de superar seu próprio recorde no arremesso, com 225 kg, Nasar não conseguiu estabilizar a barra acima da cabeça.